# Buket Dara Baro
Buket Dara Baro is een bestuurslaag in het regentschap Aceh Utara van de provincie Atjeh, Indonesië. Buket Dara Baro telt 402 inwoners (volkstelling 2010).